# Dalechampia chlorocephala
Dalechampia chlorocephala är en törelväxtart som beskrevs av Denis. Dalechampia chlorocephala ingår i släktet Dalechampia och familjen törelväxter.
Artens utbredningsområde är Madagaskar. Inga underarter finns listade i Catalogue of Life.